# Mecodopsis conisema
Mecodopsis conisema là một loài bướm đêm trong họ Noctuidae.